# Stanislav Janevski
Stanislav Janevski (Bulgaars: Станислав Яневски) (Sofia, 16 mei 1985) is een Bulgaars acteur. Hij speelde de rol van Viktor Kruml in Harry Potter en de Vuurbeker.
Ook speelt hij de rol van Miroslav in de film Hostel: deel II. Deze film ging in Nederland in juni 2007 in première. Op 19 juli 2009 werd bekend dat hij zou terugkeren als Viktor Kruml in Harry Potter en de Relieken van de Dood. Deze scène is later echter uit de definitieve versie van de film geknipt. Janevski is wel te zien op verschillende promotiefoto's.